# Framing Hanley
 (septembre 2009).
Si vous disposez d'ouvrages ou d'articles de référence ou si vous connaissez des sites web de qualité traitant du thème abordé ici, merci de compléter l'article en donnant les références utiles à sa vérifiabilité et en les liant à la section « Notes et références ».
Pour les articles homonymes, voir Hanley (homonymie).
Framing Hanley est un groupe américain de rock alternatif, post-grunge et post-hardcore originaire de Nashville (Tennessee) formé en 2005. Ils se sont fait connaître grâce à leurs titres Hear Me Now et Lollipop de Lil Wayne.

## Membres
- Kenneth Nixon : chanteur (2005–présent)
- Ryan Belcher : guitariste (2008–présent)
- Brandon Wootten : guitariste, choriste (2005–présent)
- Luke McDuffee : bassiste, second chanteur (2005–présent)
- Chris Vest : batteur (2005–présent)

## Albums
- The Moment sorti en 2007
- A Promise to Burn sorti en 2010
- The Sum of Who We Are sorti le 25 avril 2014
- Envy sorti le 21 février 2020[1]